# ニジェール内陸デルタ

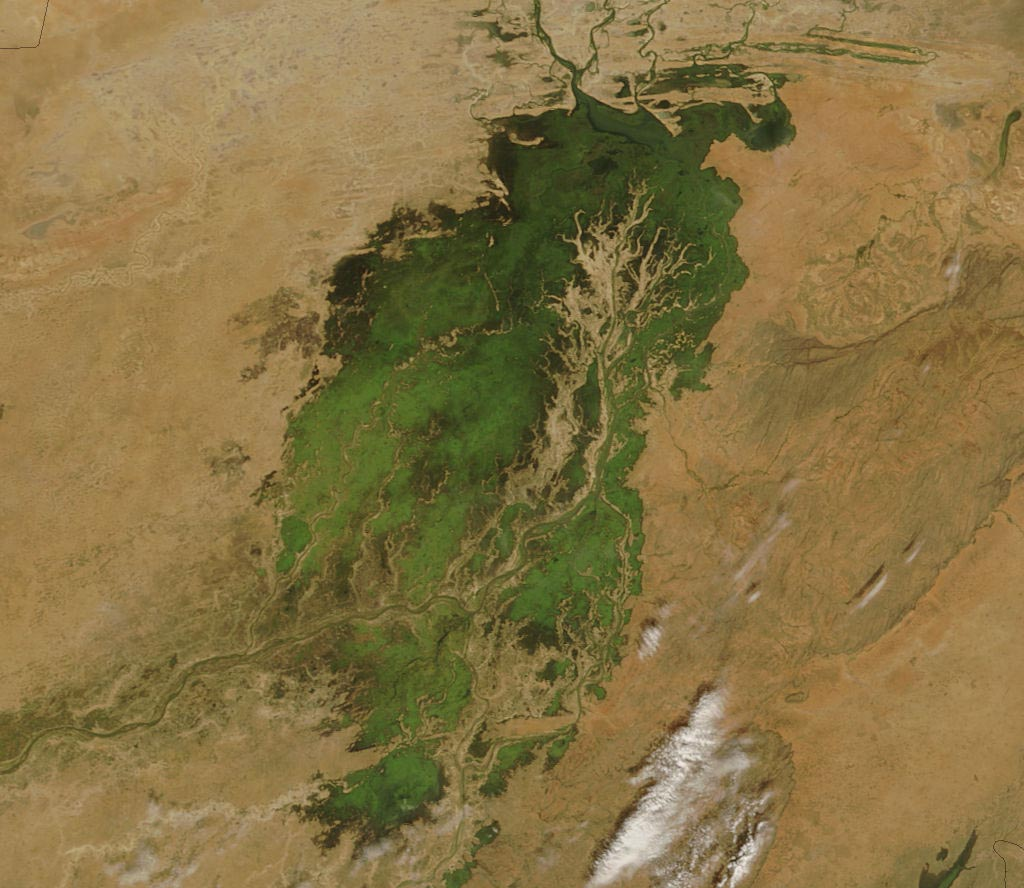
NASAによる衛星画像 (2007年)

ニジェール内陸デルタ（ニジェールないりくデルタ）は、マリ共和国国内にある、多数の湖や氾濫原からなる広大な地域。ニジェール川中流、二つに分かれたニジェール川とその支流バニ川との間に位置する。400km以内にはモプティ、セヴァレ、ジェンネといった都市がある。
一帯に湖、森林、草原、サバナがあり、アフリカニシキヘビ、ナイルオオトカゲ、フードコブラ属、パフアダーなどの爬虫類およびカバ、アフリカマナティーなどの哺乳類が生息している。2004年にラムサール条約登録地となった。
フラニ人、ドゴン人とバンバラ人、ボゾ人などがこの地域及びその周辺に住んでいる。雨季には沼は湖となり、台地には水がいきわたる。乾季には湖と水路の網目となる。ウシ、トウジンビエ、米が主要農業生産物である。フルベ人はマリではとくにニジェール内陸デルタに集中して居住しているが、乾季のウシの牧畜と氾濫期の稲の栽培を主に行う半農半牧の生活を送るものが多い。またこのデルタは非常に魚影が濃く、栄養が少ないと言われるニジェール川の中でも突出して漁獲高が多い。このデルタで漁業に特化した民族がボゾ人であり、古代から内陸デルタ各地に住み着き漁業を生業としてきた。内陸デルタ漁業はマリの重要産業のひとつであり、1950年代から70年代にかけてはニジェール川の魚はマリの主要輸出品のひとつとなっていた。これほどの漁獲高があるのは、氾濫原が乾季には放牧地として利用されているためにウシの糞が多く、その養分が氾濫期になると水中に供給されるためである。
内陸デルタ最大の都市は、ニジェール川とバニ川の合流地点にあるモプティである。モプティは交通の要所であり、内陸デルタの豊かな物産の集散地として栄える商都である。しかしモプティが都市化したのは20世紀の初頭にフランス植民地政府が地理に目をつけて堰堤を築き開発を行ってからであり、それまでの1000年近くにわたって内陸デルタ最大の都市はバニ川をさかのぼったところにあるジェンネだった。ジェンネは北の岩塩や織物と南の金やコーラの実が交易される一大交易拠点であり、特に13世紀から14世紀にかけてのマリ帝国の時代、および15世紀後半から16世紀のソンガイ帝国の時代には最盛期を迎えた。ジェンネには世界遺産に指定されている泥のモスクが存在し、多くの観光客が訪れる。
拡大しているサヘルに近いことから、ニジェール内陸デルタでも降水量の減少が心配されている。
19世紀初頭、この地域にセク・アマドゥがマシナ帝国を築き、1820年に首都ハムドゥラヒを建設した。1862年、マシナ帝国はウマール・タールのトゥクルール帝国に征服された。トゥクルール帝国はフランスに征服され、この地域は1960年に独立したマリの一部となった。